# Platteneck (Estergebirge)
Das Platteneck ist ein 1804 m ü. NHN hoher Berggipfel östlich in dem von der Hohen Kisten nach Osten streichenden Grat im Estergebirge in den Bayerischen Voralpen.

## Alpinismus
Der Berg wird in erster Linie von der Hohen Kisten aus besucht, kann aber auch über den Walchenseer Steig von Wallgau oder von Einsiedl am Walchensee erstiegen werden.